# تيراباس
تيراباس هي مؤسسة اجتماعية توفر منتجات تعويض الكربون للأفراد والشركات. يقع مقرها في سان فرانسيسكو، كاليفورنيا، تستخدم تيراباس العائدات من مشتريات الأعضاء لتمويل مشاريع الحد من غازات الاحتباس الحراري مثل مزارع الرياح وهضم الميثان. تشمل منتجات تيراباس الطريق لتعويض انبعاثات السيارات، وتيراباس الطيران لتعويض انبعاثات الطائرات، وتيراباس الرئيسية للاستخدام في الطاقة المنزلية، وتيراباس لأعمال المؤسسات، وتيراباس لحفلات الزفاف وغيرها من المناسبات.

## محفظة الكربون
تنقسم محفظة تيراباس الخاصة بمشروعات الحد من الكربون إلى أربعة أنواع من المشاريع، جميعها في الولايات المتحدة:
- طاقة الرياح.
- هضم الميثان في المزرعة
- مدافن حرق الميثان.
- الطاقة النظيفة.